# Chi Đu đủ Nam Mỹ
Chi Đu đủ Nam Mỹ (danh pháp khoa học: Vasconcellea) là một chi của khoảng 20-21 loài thực vật hạt kín thuộc họ Caricaceae. Phần lớn các loài trước đây được xếp loại trong chi Carica, nhưng đã được tách ra do chứng cứ di truyền. Chi này đôi khi cũng được viết là "Vasconcella".
Các loài cây trong chi này là cây bụi hay cây gỗ nhỏ thân mập thiếu cân đối, thường xanh, sống ít năm, cao tới 5 m, bản địa của khu vực nhiệt đới Nam Mỹ. Nhiều loài có quả ăn được, tương tự như đu đủ, và chúng được trồng rộng khắp tại Nam Mỹ.

## Các loài
- Vasconcellea candicans (mito)
- Vasconcellea cauliflora
- Vasconcellea chilensis
- Vasconcellea crassipetala
- Vasconcellea cundinamarcensis (đu đủ núi)
- Vasconcellea glandulosa
- Vasconcellea goudotiana
- Vasconcellea horovitziana
- Vasconcellea longiflora
- Vasconcellea microcarpa
- Vasconcellea monoica
- Vasconcellea omnilingua
- Vasconcellea palandensis
- Vasconcellea parviflora
- Vasconcellea pulchra
- Vasconcellea quercifolia
- Vasconcellea sphaerocarpa
- Vasconcellea sprucei
- Vasconcellea stipulata
- Vasconcellea weberbaueri

## Lai ghép
- Vasconcellea × heilbornii (babaco)

## Hình ảnh

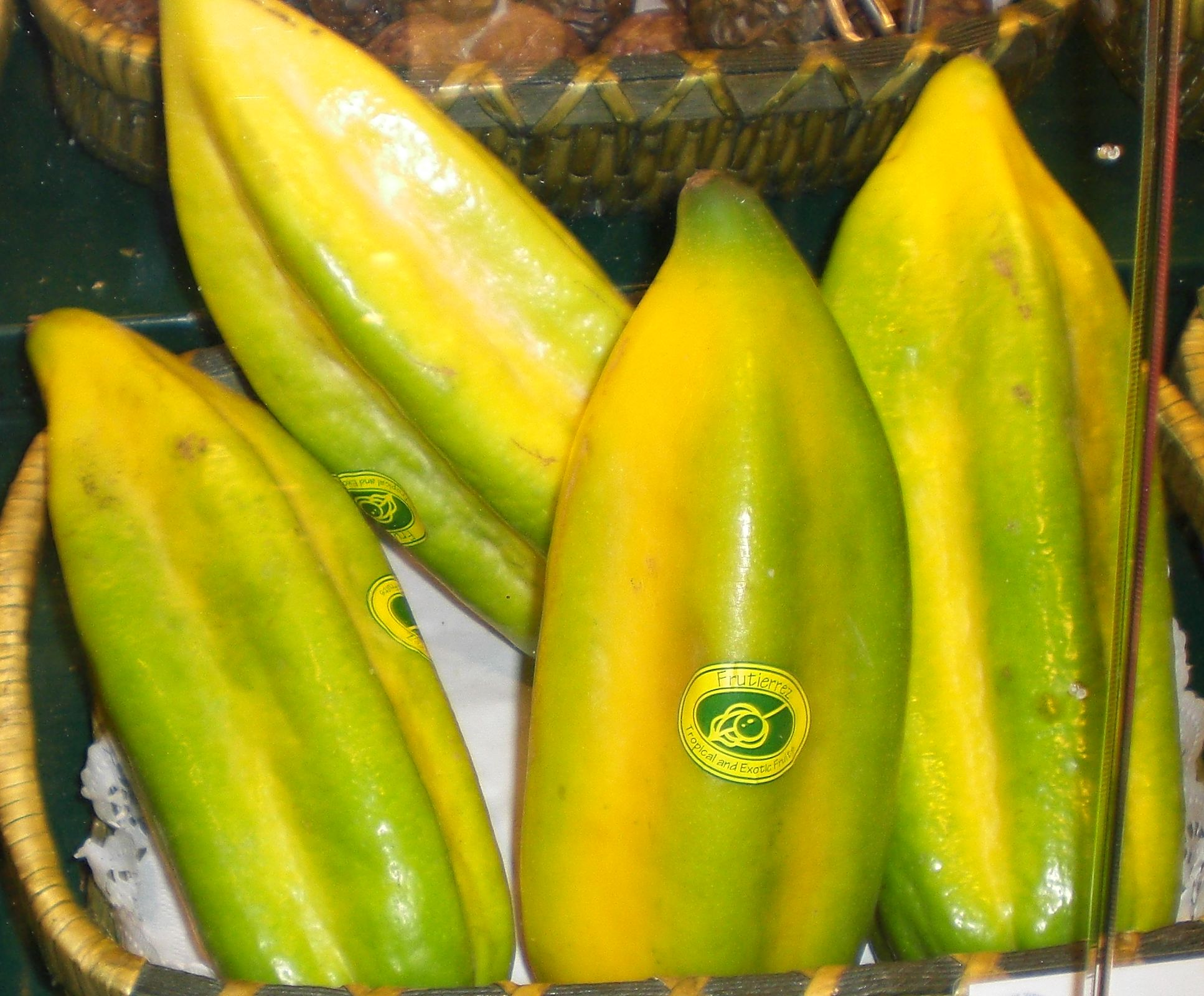
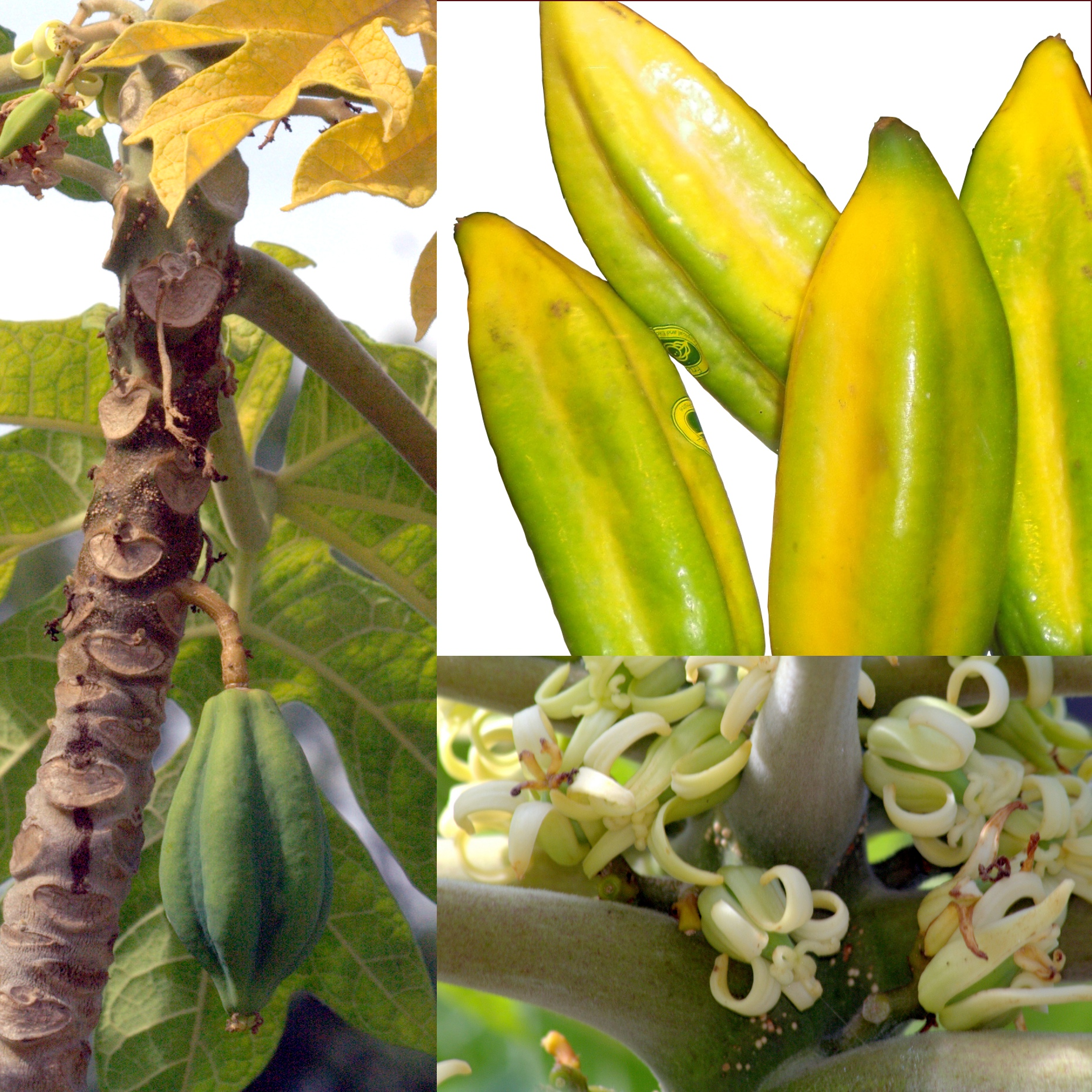
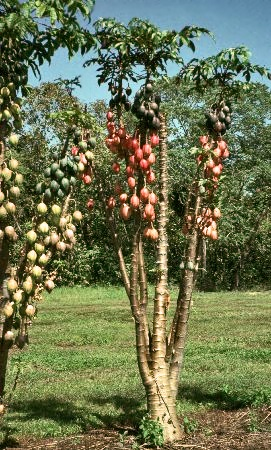